# Энггор, Мадс
Мадс Энггор (дат. Mads Enggård; род. 20 января 2004, Engesvang, Центральная Ютландия) — датский футболист, полузащитник клуба «Раннерс».

## Клубная карьера
Энггор — воспитанник клубов «Энгесван», «Икаст», «Мидтьюлланн» и «Раннерс». 15 декабря 2020 года в поединке Кубка Дании против «Хольстебро» Мадс дебютировал за основной состав последних. В 2022 году в матче против «Копенгагена» он дебютировал в датской Суперлиги. 30 апреля 2023 года в поединке против «Виборга» Мдс забил свой первый гол за «Раннерс». 